# 天主教哈尔科夫-扎波罗热教区
天主教哈爾科夫-扎波羅熱教區（拉丁語：Dioecesis Kharkiviensis-Zaporizhiensis）是羅馬天主教在烏克蘭的一個教區，屬利沃夫總教區。教區於2002年5月4日成立。
教區管轄範圍包括烏克蘭東部和以俄語居民為主的廣大地區，教座位於哈爾科夫；2006年時有教友61,200人，佔轄區總人口0.3%。教區有十二名司鐸，下轄七十個堂區。現任教區主教為保祿·貢恰魯克，宗座署理為達尼老·希羅科拉迪烏克，輔理主教為若望·索比沃，榮休主教為瑪利亞諾·布切克。